# Fra Undertrykkelse til Befrielse
Fra Undertrykkelse til Befrielse er en dansk dokumentarfilm fra 1946, der er instrueret af Nicolai Lichtenberg.

## Handling
Autentiske optagelser fra Besættelsestidens Danmark.